# Ichthyophaga humilis

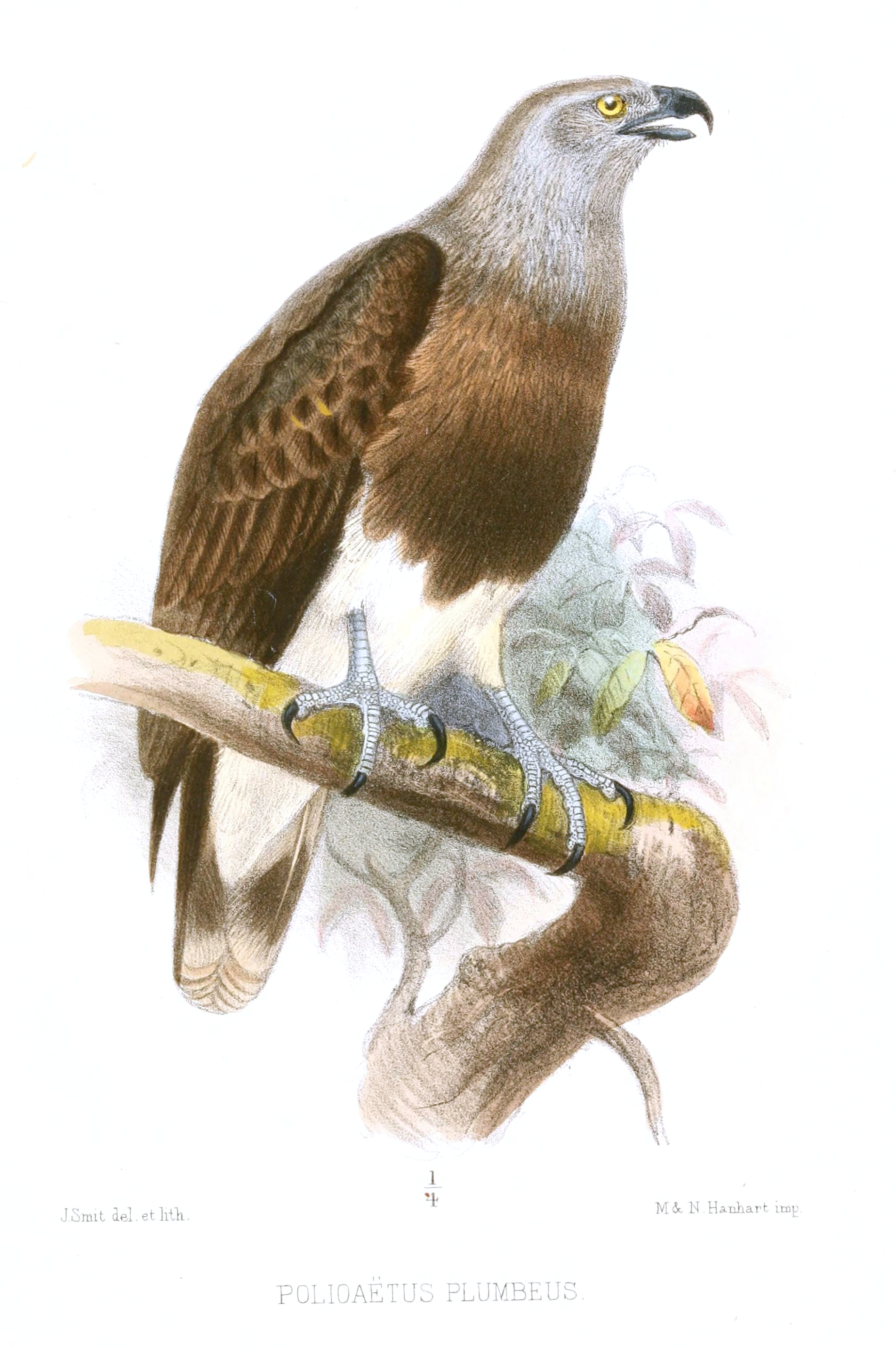

El pigarguillo menor (Ichthyophaga humilis) es una especie de ave en la familia Accipitridae.
Hay dos subespecies: Ichthyophaga humilis humilis, la cual es nativa de la península malaya, Sumatra, Borneo, y Sulawesi; y Ichthyophaga humilis plumbea, la cual es nativa desde Kashmir y todo el sudeste de la India, Nepal, y Burma hacia Indochina.

## Descripción

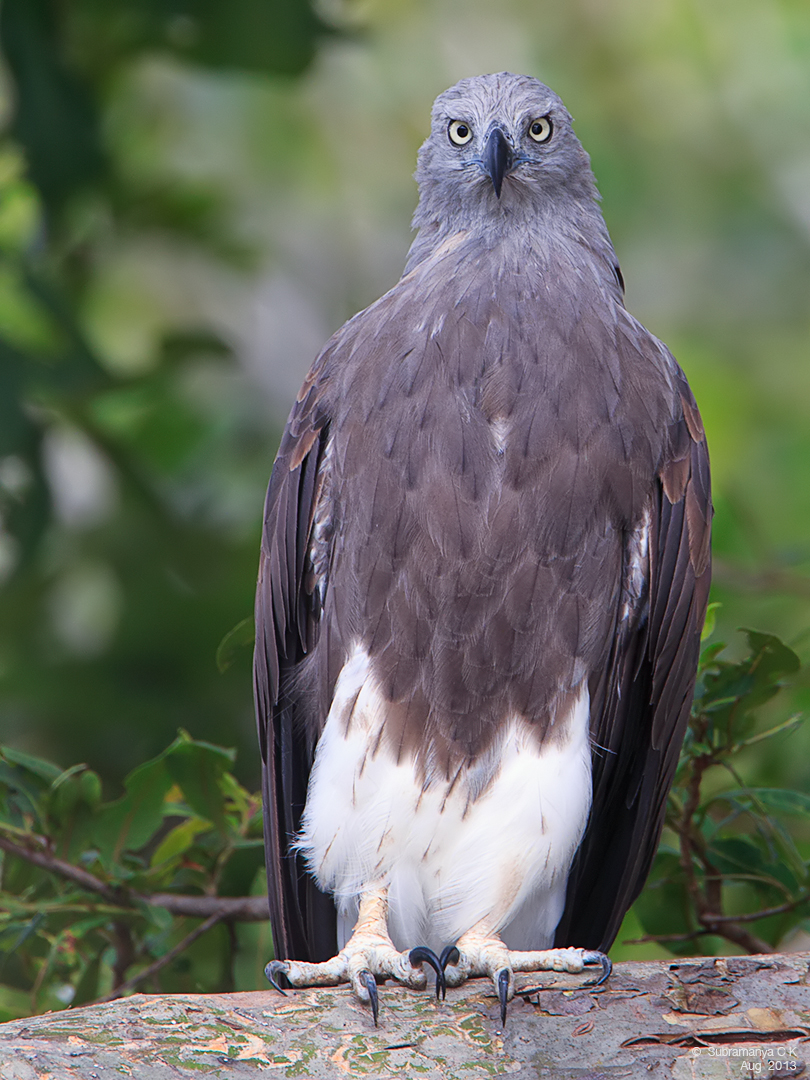
Pigarguillo menor en las márgenes del río Kaveri, India

El pigarguillo menor es un ave de presa de tamaño mediano de color gris amarronado. Sus alas son amplias, y patas gruesas sin plumas. Son más pequeñas que la Ichthyophaga ichthyaetus a la cual se asemejan y a menudo son confundidas con esta especie. El pecho del pigarguillo menor es color marrón con grupas y vientre blanco. Su cola es corta y redondeada, su cuello es largo y su cabeza pequeña. Los ejemplares juveniles son de apariencia similar a los adultos, aunque sus ojos son marrones mientras que los de los adultos son amarillos. Las alas de los adultos poseen 1.2 m de envergadura y los adultos pueden medir hasta 64 cm de alto.

## Distribución y hábitat
Se la encuentra en el subcontinente indio, principalmente en las estribaciones de los Himalayas, y el sur este de Asia. Algunos registros escasos indican su presencia en Gujarat y la zona central de India y más recientemente en el valle del río Kaveri en el sur de India. La distribución en el sur de la India no ha sido confirmada. 
Su hábitat son los ríos, lagos y humedales y a menudo se los observa a la vera de torrentes de montaña. Se los ha visto en alturas de hasta 2,400 m, pero por lo general sus hábitat se encuentran por debajo de los 1,000 m. En Nepal se han observado ejemplares que han ascendido hasta más de 4,000 m de altura.
El pigarguillo menor se alimenta de peces para lo cual se ayudan de sus patas adaptadas para su captura. Poseen espolones muy curvados, y espiculas a lo largo de la zona inferior de sus patas que les ayudan a agarrar peces.